# Keiko Ikeda
Keiko Tanaka-Ikeda, em japonês:  田中-池田 敬子 Tanaka-Ikeda Keiko, (Mihara, 11 de novembro de 1933 – 13 de maio de 2023) foi uma ginasta japonesa que disputou provas de ginástica artística. Conquistou o ouro na trave do Campeonato Mundial de 1954 em Roma. Obteve uma medalha de bronze olímpica na competição por equipes nos Jogos de 1964 em Tóquio. Em 2002, Keiko foi incluída no International Gymnastics Hall of Fame.

## Morte
Ikeda morreu em 13 de maio de 2023, aos 89 anos, devido a um tumor cerebral.

## Principais resultados
| Ano  | Evento                                    | AA                | Equipe            | Salto sobre o cavalo | Trave             | Barras assimétricas | Solo |
| ---- | ----------------------------------------- | ----------------- | ----------------- | -------------------- | ----------------- | ------------------- | ---- |
| 1956 | Jogos Olímpicos                           | 13º               | 6º                |                      |                   | 17º                 |      |
| 1960 | Jogos Olímpicos                           | 6º                | 4º                |                      | 5º                | 5º                  |      |
| 1962 | Campeonato Mundial de Ginástica Artística |                   | Medalha de bronze |                      | Medalha de bronze |                     |      |
| 1964 | Jogos Olímpicos                           | 6º                | Medalha de bronze |                      | 6º                |                     |      |
| 1966 | Campeonato Mundial de Ginástica Artística | Medalha de bronze | Medalha de bronze |                      |                   | Medalha de prata    |      |